# شهر مردگان مسیحی اولیه پچ
شهر مردگان مسیحی اولیه پچ یک گورستان رومی و سایت باستان‌شناسی در پچ، مجارستان است. پیشینهٔ آن به سدهٔ چهارم می‌رسد و شامل آرامگاه‌های تزئین‌شده، آرامگاه‌های یادمانی و نمازخانه‌های دفن از دوران مسیحیت اولیه می‌شود. این مکان، یکی از قابل‌توجه‌ترین گورستان‌های رومی خارج ایتالیا است. به دلیل اندازه، معماری خاص، هنرمندی و گواهی برای پخش مسیحیت در امپراتوری روم متأخر، این شهر مردگان در سال ۲۰۰۰ به فهرست میراث جهانی یونسکو افزوده شد.